# Heuaktion
Heuaktion (pol. Akcja Siano) – niemiecka nazistowska akcja przesiedleńcza i germanizacyjna realizowana w latach II wojny światowej w ramach programu rabunku dzieci, będącego częścią Generalnego Planu Wschodniego, mająca na celu pozyskanie jednostek uznanych przez eugenikę niemiecką za „wartościowe rasowo”.
Heuaktion została zarządzona przez ministra Alfreda Rosenberga w 1941 roku i realizowana była w ograniczonej formie po agresji Niemiec na ZSRR w tym samym roku – szczególne jej nasilenie przypada na rok 1944, kiedy wycofujący się Wehrmacht pochwycił na terenie okupowanej Polski 40 do 50 tysięcy dzieci w wieku 10–14 lat w celu przewiezienia ich do Niemiec. Plany te realizowała wówczas Grupa Armii „Północna Ukraina” (na terytorium Ukrainy wcielano przymusowo do formacji SS młodzież powyżej 17 lat, a do formacji pomocniczych SS osoby poniżej 17 roku życia) i Grupa Armii „Środek” pod dowództwem między innymi feldmarszałka Walthera Modela, ponoszącego współodpowiedzialność za te działania, a także niemiecka 9 Armia. Generał Henning von Tresckow podpisał rozkaz w ramach akcji, mimo że był przeciwnikiem Adolfa Hitlera.
Dzieci trafiały najpierw do specjalnego obozu selekcyjnego (niem. Kindererziehungslager), gdzie naukowcy niemieccy oceniali je pod kątem posiadania pożądanych cech rasowych, następnie po zmianie nazwiska i zniszczeniu oryginalnych metryk urodzenia wysyłano je do Niemiec – reszta uznana za „niepełnowartościowych” trafiała do obozów Auschwitz-Birkenau, Kulmhof am Nehr lub do Generalnego Gubernatorstwa.